# Karina Pinilla
Karina Pinilla Corro là một người mẫu của Panama và cũng là người chiến thắng trong cuộc thi Hoa hậu Siêu quốc gia 2010 diễn ra tại thành phố Plock, Ba Lan. Karina Pinilla cũng từng tham dự Realmente Bella Señorita Panamá 2008 vào ngày 26 tháng 5 năm 2008 và cô đạt được danh hiệu Á hậu 1, người chiến thắng là Carolina Dementiev đã đại diện Panama tại Hoa hậu Hoàn vũ 2008 ở Nha Trang, Việt Nam. Cô từng tham dự Miss Continente Americano 2008 vào ngày 6 tháng 9 năm 2008 tại Guayaquil, Ecuador nhưng không đoạt giải. Sau đó cô tham gia cuộc thi Miss Atlántico Internacional 2009 vào ngày 24 tháng 1 năm 2009 tại Uruguay và đạt danh hiệu Á hậu 2.

## Liên kết
- Trang chủ của cuộc thi Hoa hậu Siêu quốc gia